# International Pollutants Elimination Network

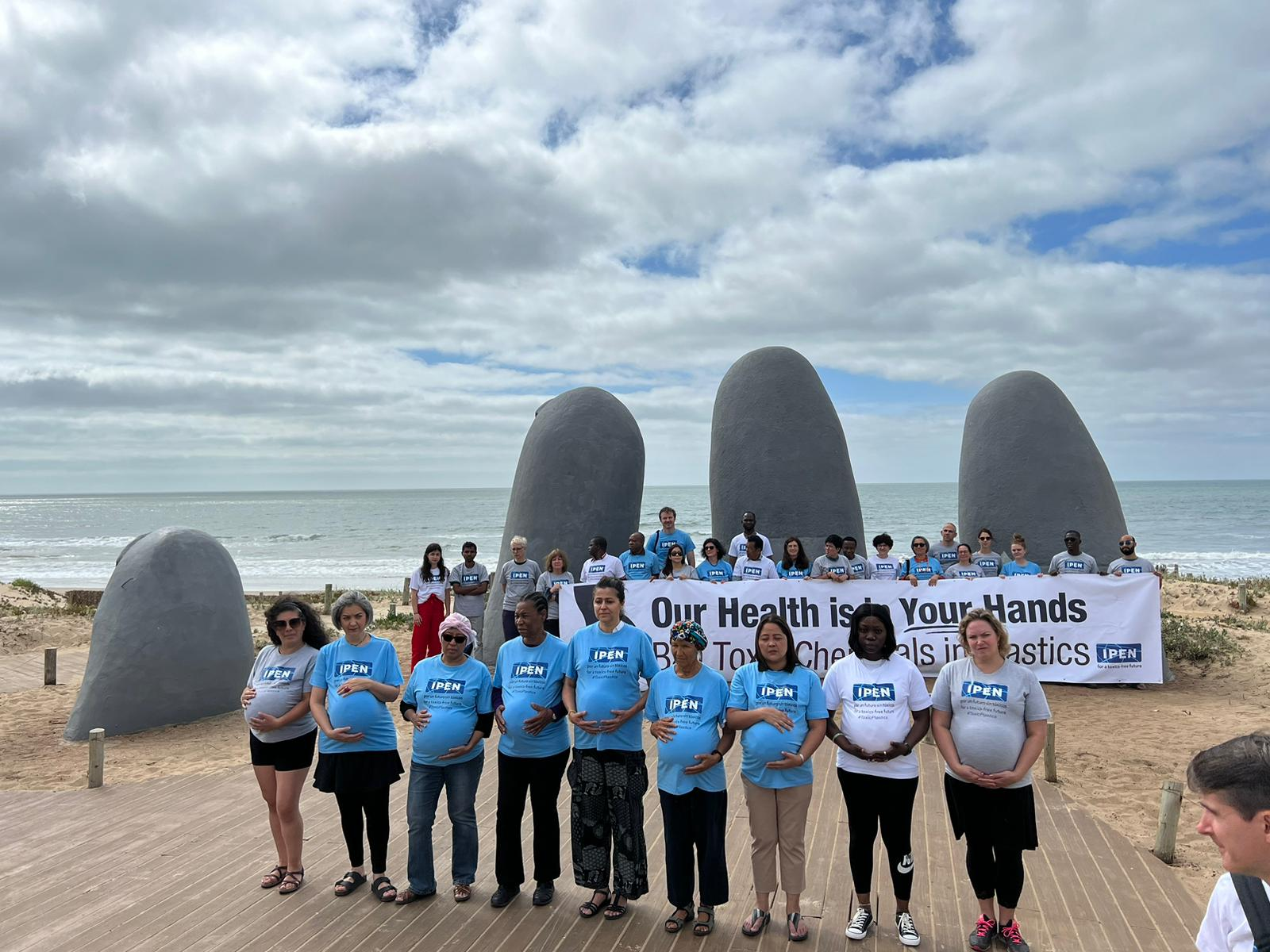
Aktion von IPEN während den Verhandlungen über eine Plastikkonvention (Uruguay, 2022)

Das International Pollutants Elimination Network (kurz IPEN; bis 2019 International POPs Elimination Network) ist ein Netzwerk von über 500 Nichtregierungsorganisationen wie beispielsweise ChemSec, die sich für Umwelt- und Gesundheitsschutz vor giftigen und anderweitig gefährlichen Chemikalien einsetzen.
Gegründet wurde IPEN 1998 – durch Ausgliederung aus dem Pesticide Action Network (PAN) – in Schweden mit dem Ziel, langlebige organische Schadstoffe, sogenannte POP, zu regulieren und zu verbieten. Das Netzwerk war wesentlich mit daran beteiligt, das Stockholmer Übereinkommen gegen POP auf den Weg zu bringen und auszugestalten. Seitdem hat das Netzwerk seinen Aufgabenbereich deutlich erweitert und arbeitet inzwischen grundsätzlich zu allen schädlichen Chemikalien, darunter als Akteur im Strategic Approach to International Chemicals Management (SAICM, deutsch: Strategischer Ansatz zum Internationalen Chemikalienmanagement).